# Giuseppe Andaloro
Giuseppe Andaloro (Palerme, 21 janvier 1982) est un pianiste italien.

## Biographie
Giuseppe Andaloro étudie au conservatoire Giuseppe Verd de Milan. Il suit également les cours de l'Académie du Mozarteum en Autriche. Parmi d'autres, il remporté le concours mondial de piano à Londres en 2002 et le concours Ferruccio Busoni de Bolzano, en 2005, le concours de piano de Hong Kong en 2008. 
Il joue dans des salles de concert à travers le monde, notamment avec l'Orchestre philharmonique de Londres, l'orchestre symphonique de la NHK de Tokyo et Philharmonische Camerata de Berlin et sous la direction ou avec Vladimir Ashkenazy, Gianandrea Noseda, Andrew Parrott, Tomasz Bugaj, Michael Güttler, Julian Kovatchev, Alan Buribayev, Peter Altrichter, Sarah Chang, Giovanni Sollima, Sergei Krylov, John Malkovich.
Il est lauréat du prix du mérite artistique par le Ministère italien de la culture en 2005.
Depuis 2013, il est professeur au conservatoire de musique Giuseppe Nicolini à Plaisance.

## Discographie
- Haendel, Beethoven, Schumann et Liszt - Giuseppe Andaloro, piano (Suonare News, Filippo Michelangeli Editore)
- Liszt, Mephisto Walzes - Giuseppe Andaloro, piano (8-9 mars 2005, Naxos, 8.557814) (OCLC 785803513)
- Prokofiev & Cuozzo Tatsuo Nishie, violon ; Giuseppe Andaloro, piano (Fontec)
- Franck & Prokofiev, Tatsuo Nishie, violon ; Giuseppe Andaloro, piano (Fontec)
- Nikolai Kapustin, Tatsuo Nishie, violon ; Giuseppe Andaloro, piano (Fontec) (OCLC 988303750)
- Mozart, Chostakovitch, Schönberg - Giuseppe Andaloro, piano ; Philarmonische Camerata Berlin (Sonart)
- Haydn, Concerto Hob. XVIII/11 - Giuseppe Andaloro, piano ; Orchestre du festival de Brescia et Bergame (mars 2011, Amadeus numéro de mai 2011) (OCLC 806196456)
- Cruel Beauty, Chefs-d'œuvre italiens pour piano (Sony Music 88843004952)